# Pravda zabíjí
Pravda zabíjí (v anglickém originále True Crime) je americký mysteriózní filmový thriller z roku 1999, který natočil režisér Clint Eastwood podle stejnojmenného románu Andrewa Klavana z roku 1995. Eastwood si ve filmu zahrál i hlavní roli novináře, který informuje o popravě odsouzence k trestu smrti, aby zjistil, že odsouzenec může být ve skutečnosti nevinný.
Film s rozpočtem 55 milionů dolarů byl uveden do amerických kin 19. března 1999 a celkově utržil 16 milionů dolarů.

## Děj
Steve Everett, novinář z Oaklandu, se zotavuje z alkoholismu a dostane na starost reportáž o popravě odsouzeného vraha Franka Beechuma. Případ původně vyšetřovala jeho zesnulá kolegyně Michelle Zieglerová, která zahynula při nehodě.
Everett začne pochybovat o Beechumově vině a přesvědčí svého nadřízeného, aby mu dal čas na vyšetřování. Má necelých 12 hodin na to, aby našel důkazy a zachránil Beechuma před popravou. Při rozhovoru se svědkem obžaloby Dalem Porterhousem zjistí, že z daného úhlu nemohl vidět, zda měl Beechum v ruce zbraň. Dále se dozvídá, že policie vyslechla mladíka jménem Warren, který byl v obchodě během vraždy, ale neviděl nic podezřelého – a nikdy nebyl povolán jako svědek. Everett si začne myslet, že Warren je skutečný vrah.
Navzdory sporům se svými nadřízenými pátrá dál a zjistí, že Warren byl zavražděn při přepadení dva roky po vraždě Amy Wilsonové. Když vidí televizi, kde je fotka Amy s medailonkem, uvědomí si, že stejný medailonek viděl na babičce Warrena, Angele Russelové.
Everett spěchá k Angele a přesvědčí ji, že její vnuk byl skutečný vrah. Společně se vydávají k domu guvernéra, aby získali odklad popravy. Zatímco jedou, první ze tří smrtících injekcí už byla podána. Guvernér ale nakonec zavolá vězení, kde se lékaři snaží Franka oživit, zatímco jeho žena zoufale křičí na manžela, aby se probral.
O šest měsíců později se Everett chystá koupit dceři vánoční dárek, když zahlédne Franka s rodinou. Tiše se na sebe podívají a Frank odejde se svou dcerou, která na něj volá.